# Mévouillon
Mévouillon är en kommun i departementet Drôme i regionen Auvergne-Rhône-Alpes i sydöstra Frankrike. Kommunen ligger i kantonen Séderon som tillhör arrondissementet Nyons. År 2022 hade Mévouillon 239 invånare.

## Befolkningsutveckling
Antalet invånare i kommunen Mévouillon
Referens:INSEE